# Elizabethtown (Illinois)
Elizabethtown – wieś w Stanach Zjednoczonych, w stanie Illinois, siedziba administracyjna hrabstwa Hardin.